# بحيرة كاراكول
بحيرة كاراكول أو كارا كول هي بحيرة في طاجيكستان (آسيا الوسطى) في الإقليم المتمتع بالحكم الذاتي من غورنو بدخشان.

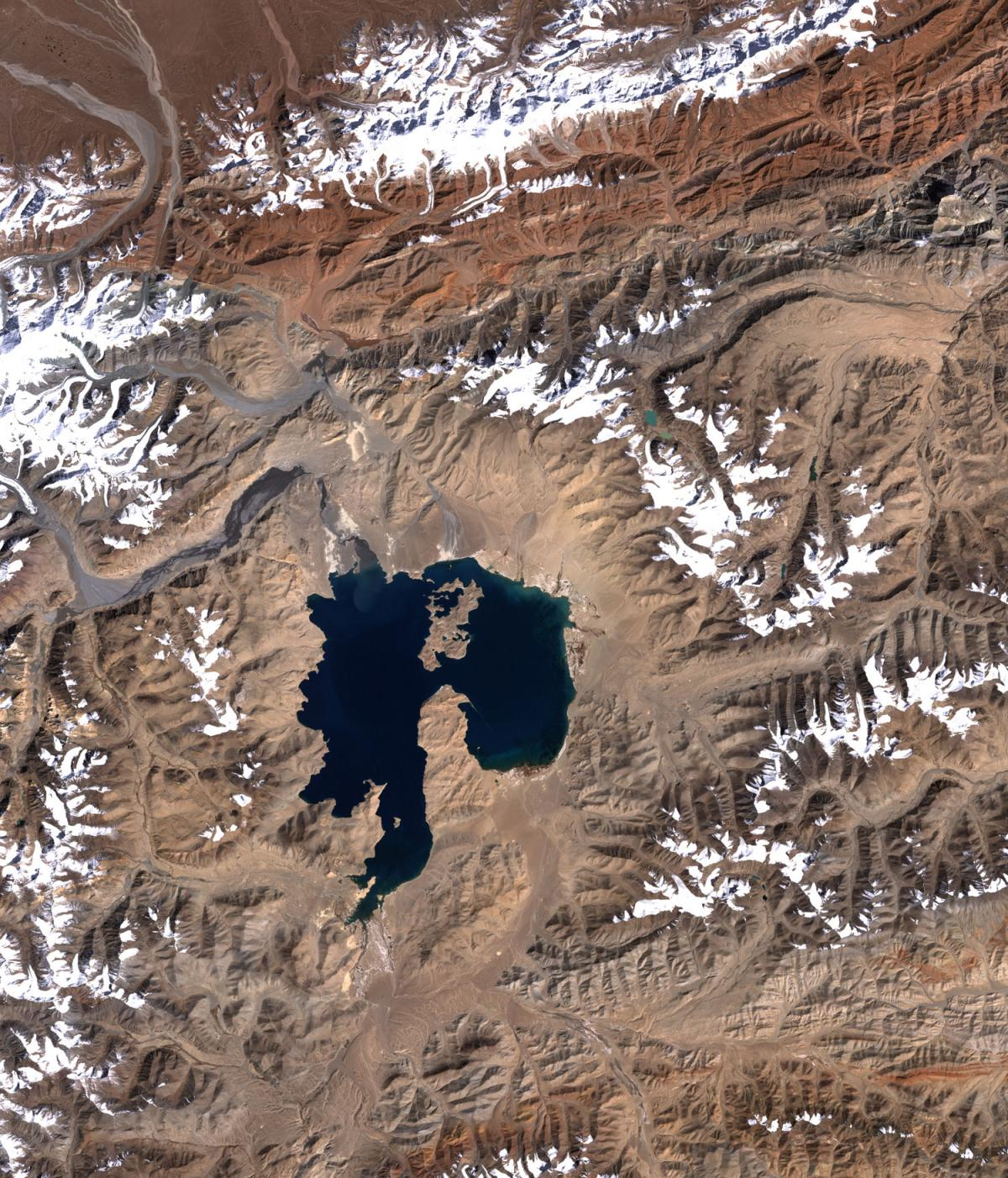

## وصف البحيرة
كانت البحيرة تعرف سابقا باسم بحيرة فيكتوريا، سميت باسم الملكة فيكتوريا من قبل رسامي الخرائط البريطانيين الجغرافيين العسكريين. وقد تم وضع علامة عليها على هذا النحو من قبل معظم الخرائط للمنطقة حتى العشرينات عندما اسم قيرغيزستان: كاراكول، أو البحيرة السوداء، حل محل الاسم البريطاني من قبل رسامي الخرائط السوفياتية الجديدة.
البحيرة تقع على ارتفاع 3،960 متر (12،990 قدم) فوق مستوى سطح البحر. وشبه الجزيرة التي تسقط من الشاطئ الجنوبي وجزيرة تقع على الشاطئ الشمالي تقسم البحيرة إلى حوضين: أحدهما أصغر شرقا ضحلة نسبيا، يتراوح عمقه بين 13 و 19 مترا (43 إلى 62 قدما)، وجزءا غربيا أكبر من 221 إلى 230 متر (725 إلى 755 قدم)